# Типоразмеры гальванических элементов
Приведённые таблицы являются списками типоразмеров гальванических элементов, аккумуляторов и батарей, которые применяются в бытовой электронной аппаратуре. Существуют и другие типоразмеры, не указанные в таблице, но они отсутствуют в свободной продаже вследствие прекращения выпуска или смены технического назначения (например, не перечислены батареи для ламповой радиоаппаратуры). Стоит различать понятия «батарея» и «элемент питания»: батарея — устройство, состоящее из нескольких однотипных элементов, которые называются элементами питания. В англоязычной терминологии существуют аналогичные определения «battery» и «cell», однако в обиходной речи понятия также часто смешиваются.

## Элементы питания номинальным напряжением 1,2—1,6 В

Гальванические цилиндрические элементы номиналом 1,5 В

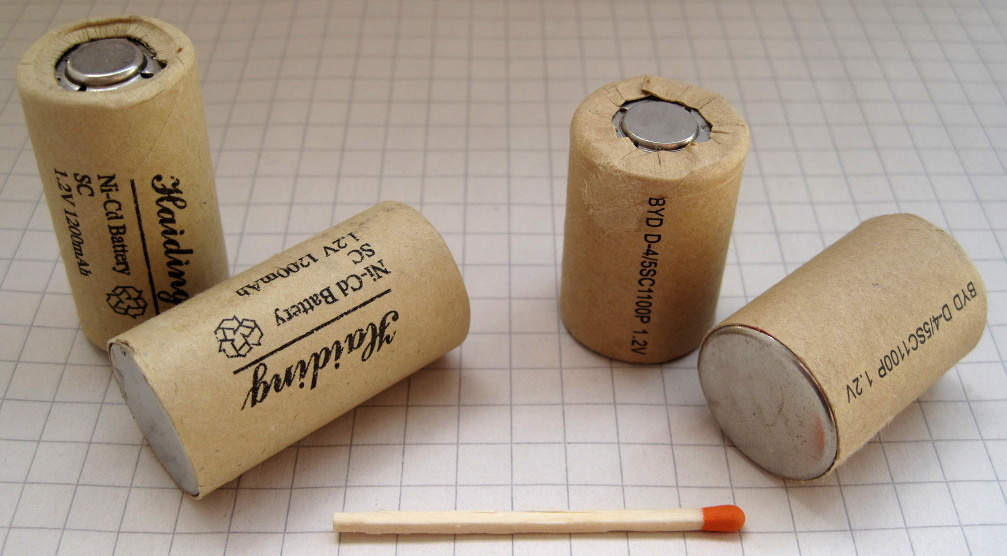
NiCd-аккумуляторы типоразмеров SC (Sub C, 2 слева) и 4/5SC (2 справа), часто применяемые в аккумуляторных батареях бытовых электроинструментов, к примеру, в шуруповёртах

Приведённые в данной таблице элементы питания представляют собой одиночные ячейки гальванических элементов или аккумуляторов, и имеют номинальное напряжение:
- 1,6 В для никель-цинковых аккумуляторов
- 1,5 В для марганцево-цинковых и литий-железо-дисульфидных элементов;
- 1,4 В для воздушно-цинковых элементов;
- 1,2 В для никель-кадмиевых и никель-металл-гидридных аккумуляторов;
- 1,55 В для серебряно-цинковых аккумуляторов.

### Цилиндрические элементы

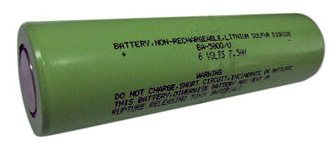
Формфактор BA-5800/U литий-диоксид серного элемента (Li-SO_{2}) напряжением 6 В

Наиболее распространены цилиндрические элементы питания. У них положительным электродом является выступ на торце диаметром около 1/3—1/4 диаметра самого элемента, а отрицательным — плоская или рельефная контактная площадка с противоположного торца. Батареи этих типов обычно помещены в пластмассовый или металлический корпус, изолированный от цилиндрического электрода батареи (отрицательного у солевых элементов и положительного — у щелочных) для предотвращения короткого замыкания, а также для защиты его от коррозии. Выступ, который является положительным электродом, также является примитивной защитой от «переполюсовки» — большинство производителей оборудования делает небольшой бортик вокруг той контактной площадки, с которой должен соединяться положительный электрод элемента. При этом высота бортика меньше, чем высота выступа на положительном электроде, но достаточна, чтобы обеспечить воздушный зазор между контактной площадкой и отрицательным электродом. Таким образом, при несоблюдении полярности контакт с элементом питания отсутствует. Элементы, для которых изготовителем оборудования не предусмотрена самостоятельная замена пользователем (например, в аккумуляторных батареях), могут не иметь выступа на положительном электроде.
На корпусе цилиндрических элементов ближе к положительному электроду обычно наносится символ «+», в то время как символ «−», обозначающий отрицательный электрод, наносится реже; к тому же, ввиду примитивного начертания, он менее информативен.
Так как подобные элементы не рекомендуется подвергать тепловому воздействию, многие производители выпускают варианты с готовыми контактными пластинами, соединёнными с электродами элемента с помощью точечной сварки.
В последнее время выпускаются также литий-полимерные аккумуляторы в различных типоразмерах цилиндрических элементов, при этом в корпусе такого элемента, помимо аккумулятора, обычно имеется гнездо для зарядки и электронные компоненты, необходимые для понижения выходного напряжения аккумулятора до величины, соответствующей исходному элементу.
| Обозначение | Обозначение | Обозначение | Обозначение | Обозначение                                                              | Вид       | Типовая ёмкость, мА⋅ч | Размеры: D×L, мм | Примечание |
| Основное    | МЭК         | ANSI/NEDA   | ГОСТ, ТУ    | Другие                                                                   | Вид       | Типовая ёмкость, мА⋅ч | Размеры: D×L, мм | Примечание |
| ----------- | ----------- | ----------- | ----------- | ------------------------------------------------------------------------ | --------- | --------------------- | ---------------- | --- |
| A           | R23         |             |             | ER17505                                                                  | Солевая   |                       | 17×50            | |
| A           | LR23        | Щелочная    |             | ER17505                                                                  |           |                       | 17×50            | |
| AA          | R6          | 15D         | 316         | Пальчиковая MN1500 MX1500                                                | Солевая   | 1100                  | 14,5×50,5        | Элементы такого размера производятся с 1907 года и являются наиболее распространённым типом элементов питания. Элементы с тем же диаметром, но уменьшенной/увеличенной длиной обычно содержат в обозначении дробь, условно показывающую соотношение длины элемента к стандартной (например, «4/5 AA» — элемент с размерами 14,5×44,5 мм (тот же диаметр, но длина не 5, а 4 см) |
| AA          | LR6         | 15A         | А316        | Пальчиковая MN1500 MX1500                                                | Щелочная  | 2700—3000             | 14,5×50,5        | Элементы такого размера производятся с 1907 года и являются наиболее распространённым типом элементов питания. Элементы с тем же диаметром, но уменьшенной/увеличенной длиной обычно содержат в обозначении дробь, условно показывающую соотношение длины элемента к стандартной (например, «4/5 AA» — элемент с размерами 14,5×44,5 мм (тот же диаметр, но длина не 5, а 4 см) |
| AA          | FR6         | 15LF        |             | Пальчиковая MN1500 MX1500                                                | (Li-FeS2) | 3000—3500             | 14,5×50,5        | Элементы такого размера производятся с 1907 года и являются наиболее распространённым типом элементов питания. Элементы с тем же диаметром, но уменьшенной/увеличенной длиной обычно содержат в обозначении дробь, условно показывающую соотношение длины элемента к стандартной (например, «4/5 AA» — элемент с размерами 14,5×44,5 мм (тот же диаметр, но длина не 5, а 4 см) |
| AA          | HR6         | 1.2H2       |             | Пальчиковая MN1500 MX1500                                                | (Ni-MH)   | 1700—2900             | 14,5×50,5        | Элементы такого размера производятся с 1907 года и являются наиболее распространённым типом элементов питания. Элементы с тем же диаметром, но уменьшенной/увеличенной длиной обычно содержат в обозначении дробь, условно показывающую соотношение длины элемента к стандартной (например, «4/5 AA» — элемент с размерами 14,5×44,5 мм (тот же диаметр, но длина не 5, а 4 см) |
| AA          | KR157/51    | 10015       |             | Пальчиковая MN1500 MX1500                                                | (NiCd)    | 600—1000              | 14,5×50,5        | Элементы такого размера производятся с 1907 года и являются наиболее распространённым типом элементов питания. Элементы с тем же диаметром, но уменьшенной/увеличенной длиной обычно содержат в обозначении дробь, условно показывающую соотношение длины элемента к стандартной (например, «4/5 AA» — элемент с размерами 14,5×44,5 мм (тот же диаметр, но длина не 5, а 4 см) |
| AA          | ZR6         |             |             | Пальчиковая MN1500 MX1500                                                | (Ni-Zn)   | 1800—2000             | 14,5×50,5        | Элементы такого размера производятся с 1907 года и являются наиболее распространённым типом элементов питания. Элементы с тем же диаметром, но уменьшенной/увеличенной длиной обычно содержат в обозначении дробь, условно показывающую соотношение длины элемента к стандартной (например, «4/5 AA» — элемент с размерами 14,5×44,5 мм (тот же диаметр, но длина не 5, а 4 см) |
| 1/2AA       | R14250      |             | 312         |                                                                          | Солевая   | 250                   | 14,5×25          | |
| 1/2AA       | R14250      | 314         | 500         | 14,5×38                                                                  | Солевая   |                       |                  | |
| 2/3AA       | R14335      |             |             | ER14335                                                                  | Li-SOCl2  | 1650                  | 14,5x33,5        | 3,6V |
| CR123A      | R123        |             |             | CR123A                                                                   | Li-MnO2   | 1500                  | 14,5x34,5        | 3,0V |
| AAA         | R03         | 24D         | 286         | Мизинчиковая MN2400 MX2400                                               | Солевая   | 540                   | 10,5×44,5        | Производятся с 1911 года. Элементы с тем же диаметром, но уменьшенной/увеличенной длиной обычно содержат в обозначении дробь, условно показывающую соотношение длины элемента к стандартной (например, «5/4 AАA» — элемент с размерами 10,5×50,5 (тот же диаметр, но длина не 4, а 5 см), соответствует по длине элементу АА и может использоваться вместо него).               |
| AAA         | LR03        | 24A         | A286        | Мизинчиковая MN2400 MX2400                                               | Щелочная  | 1000—1100             | 10,5×44,5        | Производятся с 1911 года. Элементы с тем же диаметром, но уменьшенной/увеличенной длиной обычно содержат в обозначении дробь, условно показывающую соотношение длины элемента к стандартной (например, «5/4 AАA» — элемент с размерами 10,5×50,5 (тот же диаметр, но длина не 4, а 5 см), соответствует по длине элементу АА и может использоваться вместо него).               |
| AAA         | FR03        | 24LF        |             | Мизинчиковая MN2400 MX2400                                               | (Li-FeS2) | 1100—1300             | 10,5×44,5        | Производятся с 1911 года. Элементы с тем же диаметром, но уменьшенной/увеличенной длиной обычно содержат в обозначении дробь, условно показывающую соотношение длины элемента к стандартной (например, «5/4 AАA» — элемент с размерами 10,5×50,5 (тот же диаметр, но длина не 4, а 5 см), соответствует по длине элементу АА и может использоваться вместо него).               |
| AAA         | HR03        |             |             | Мизинчиковая MN2400 MX2400                                               | Ni-MH     | 800—1000              | 10,5×44,5        | Производятся с 1911 года. Элементы с тем же диаметром, но уменьшенной/увеличенной длиной обычно содержат в обозначении дробь, условно показывающую соотношение длины элемента к стандартной (например, «5/4 AАA» — элемент с размерами 10,5×50,5 (тот же диаметр, но длина не 4, а 5 см), соответствует по длине элементу АА и может использоваться вместо него).               |
| AAA         | ZR03        |             |             | Мизинчиковая MN2400 MX2400                                               | (Ni-Zn)   | 650—750               | 10,5×44,5        | Производятся с 1911 года. Элементы с тем же диаметром, но уменьшенной/увеличенной длиной обычно содержат в обозначении дробь, условно показывающую соотношение длины элемента к стандартной (например, «5/4 AАA» — элемент с размерами 10,5×50,5 (тот же диаметр, но длина не 4, а 5 см), соответствует по длине элементу АА и может использоваться вместо него).               |
| AAAA        | LR8D425     | 25A         |             | MX2500                                                                   | Щелочная  | 625                   | 8,3×42,5         | Щелочные 9-вольтовые батареи типоразмера «Крона» часто состоят из 6 элементов AAAA. Отдельные элементы изредка применяются в малогабаритных электроприборах. |
| B           | LR12        |             | А336        |                                                                          | Щелочная  | Около 800             | 21,5×60          | Из трёх таких элементов состоит Батарея 3336. По отдельности практически не используются. |
| C           | R14         | 14D         | 343         | Baby MN1400 MX1400                                                       | Солевая   | 3800                  | 26,2×50          | |
| C           | LR14        | 14A         | А343        | Baby MN1400 MX1400                                                       | Щелочная  | 8000                  | 26,2×50          | |
| C           | HR14        |             |             | Baby MN1400 MX1400                                                       | (NiMH)    | 4500—6000             | 26,2×50          | |
| 1/2 SC      |             |             |             |                                                                          | NiCd      |                       | 23×26            | Аккумуляторы типа «Sub C». Аккумуляторы этих типоразмеров часто используются в шуруповёртах и подобных инструментах. |
| 2/3 SC      |             | NiCd(NiMH)  |             | 23×28                                                                    |           |                       |                  | Аккумуляторы типа «Sub C». Аккумуляторы этих типоразмеров часто используются в шуруповёртах и подобных инструментах. |
| 4/5 SC      |             | NiCd(NiMH)  | 1400—2100   | 23×34                                                                    |           |                       |                  | Аккумуляторы типа «Sub C». Аккумуляторы этих типоразмеров часто используются в шуруповёртах и подобных инструментах. |
| SC (Sub C)  | HR23/43     | NiCd(NiMH)  | 1900—3000   | 23×43                                                                    |           |                       |                  | Аккумуляторы типа «Sub C». Аккумуляторы этих типоразмеров часто используются в шуруповёртах и подобных инструментах. |
| 5/4 SC      |             | NiCd(NiMH)  |             | 23×49,5                                                                  |           |                       |                  | Аккумуляторы типа «Sub C». Аккумуляторы этих типоразмеров часто используются в шуруповёртах и подобных инструментах. |
| 4/3 SC      |             | NiCd(NiMH)  |             | 23×50                                                                    |           |                       |                  | Аккумуляторы типа «Sub C». Аккумуляторы этих типоразмеров часто используются в шуруповёртах и подобных инструментах. |
| L-SC        |             | NiCd(NiMH)  |             | 23×50                                                                    |           |                       |                  | Аккумуляторы типа «Sub C». Аккумуляторы этих типоразмеров часто используются в шуруповёртах и подобных инструментах. |
| D           | R20         | 13D         | 373         | U2 (В Британии до 1970-х) MN1300 MX1300 1-КС-У-3 (СССР до начала 1960-х) | Солевая   | 8000                  | 34,2×61,5        | Производятся с 1898 года. Этот элемент питания разрабатывался специально для электрических фонарей. Часто используется в энергонагруженных электроприборах, таких как переносные магнитофоны. |
| D           | LR20        | 13A         | А373        | U2 (В Британии до 1970-х) MN1300 MX1300 1-КС-У-3 (СССР до начала 1960-х) | Щелочная  | 19500                 | 34,2×61,5        | Производятся с 1898 года. Этот элемент питания разрабатывался специально для электрических фонарей. Часто используется в энергонагруженных электроприборах, таких как переносные магнитофоны. |
| D           | HR20        |             |             | U2 (В Британии до 1970-х) MN1300 MX1300 1-КС-У-3 (СССР до начала 1960-х) | NiMH      | 9000—11500            | 34,2×61,5        | Производятся с 1898 года. Этот элемент питания разрабатывался специально для электрических фонарей. Часто используется в энергонагруженных электроприборах, таких как переносные магнитофоны. |
| F           | R25         |             |             |                                                                          | Солевая   |                       | 33×91            | |
| F           | LR25        | Щелочная    |             |                                                                          |           |                       | 33×91            | |
| N           | LR1         | 910A        | 293         | Lady, MN9100                                                             | Щелочная  | 800—1000              | 12×30,2          | Обычно используются в лазерных указках, беспроводных дверных звонках и микрофонах. |
| R10         | R10         |             | 332         | 1,3ФМЦ-0,25, ФБС-0,25, Sub-C, SC                                         | Солевая   | 250                   | 21,5×37,3        | В СССР использовалась в измерительных приборах и некоторых детских игрушках. |

### Миниатюрные элементы

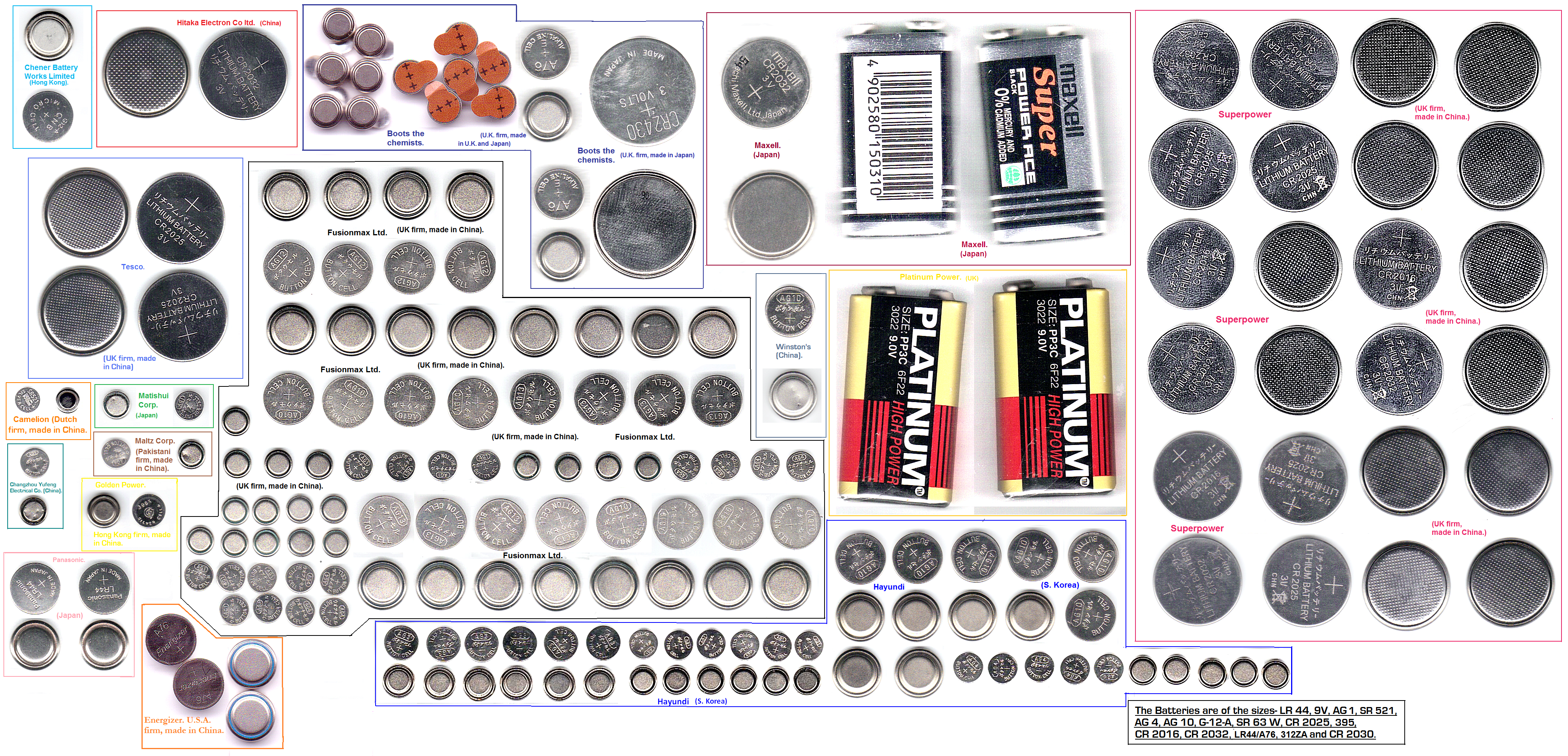
Ассортимент миниатюрных элементов питания рядом с батареями «Крона»

Миниатюрные элементы питания (так называемые «монетки», «таблетки», «пуговицы», «часовые батарейки») применяются в малогабаритных устройствах, таких, как наручные часы, калькуляторы, светодиодные фонарики, лазерные указки и т. п. Они представляют собой цилиндр, высота которого меньше диаметра. Положительным электродом в них является корпус элемента, а отрицательным — круглая контактная площадка на одном из торцов, диаметром несколько меньше диаметра самого элемента. Такие элементы необходимо беречь от маленьких детей, так как они могут легко их проглотить, что может привести к отравлению и электрическим ожогам пищеварительного тракта.

#### Серебряно-цинковые элементы
Серебряно-цинковые элементы обладают массой достоинств по сравнению с марганцево-цинковыми: более высокое напряжение, которое стабильно держится до конца разряда, низкое внутреннее сопротивление и т. д., однако из-за дороговизны выпускаются в основном в виде миниатюрных элементов. В таблице представлены две разновидности серебряно-цинковых элементов:
- LD, SR…SW — для электроприборов с низким и равномерным энергопотреблением;
- HD, SR…W — для электроприборов с высоким и неравномерным энергопотреблением.

| Диаметр, мм | Высота, мм | тип | МЭК-код | Renata, Varta (V), Duracell (D) | Maxell, Sony | Seiko    | Rayovac | ГОСТ            | Типичная ёмкость, мА⋅ч |
| ----------- | ---------- | --- | ------- | ------------------------------- | ------------ | -------- | ------- | --------------- | ---------------------- |
| 11,6        | 5,4        | LD  | SR44    | 303                             | SR44SW       | SB-A9    |         | СЦ-0.18, СЦ-33  | 200                    |
| 11,6        | 5,4        | HD  | SR44    | 357                             | SR44W        | SB-B9    | RW42    | СЦ-0.18, СЦ-33  | 200                    |
| 11,6        | 4,2        | LD  | SR43    | 301                             | SR43SW       | SB-A8    | RW34    | СЦ-32, СЦ-0.12  | 120                    |
| 11,6        | 4,2        | HD  | SR43    | 386                             | SR43W        | SB-B8    |         | СЦ-32, СЦ-0.12  | 120                    |
| 11,6        | 3,6        | LD  | SR42    | 344                             | SR1136SW     |          | RW36    |                 |                        |
| 11,6        | 3,6        | HD  |         | 350                             |              |          |         |                 |                        |
| 11,6        | 3          | LD  | SR54    | 390                             | SR1130SW     | SB-AU    | RW39    | СЦ-30           | 100                    |
| 11,6        | 3          | HD  | SR54    | 389                             | SR1130W      | SB-BU    |         | СЦ-30           | 100                    |
| 11,6        | 2,1        | LD  | SR55    | 381                             | SR1120SW     | SBAS-DS  | RW30    | СЦ-55, СЦ-0.043 | 40                     |
| 11,6        | 2,1        | HD  | SR55    | 391                             | SR1120W      | SB-BS/ES |         | СЦ-55, СЦ-0.043 | 40                     |
| 11,6        | 1,65       | LD  |         | 366                             | SR1116SW     |          | RW318   |                 | 33                     |
| 9,5         | 3,6        | LD  | SR45    | 394                             | SR936SW      | SB-A4    | RW33    |                 | 60                     |
| 9,5         | 3,6        | HD  | SR45    | 380                             | SR936W       |          |         |                 | 60                     |
| 9,5         | 2,7        | LD  | SR57    | 395                             | SR927SW      | SBAP-DP  | RW313   |                 | 55                     |
| 9,5         | 2,7        | HD  | SR57    | 399                             | SR927W       | SB-BP/EP |         |                 | 55                     |
| 9,5         | 2,1        | LD  | SR69    | 371                             | SR920SW      | SB-AN    | RW315   | СЦ-0.03, СЦ-59  | 33                     |
| 9,5         | 2,1        | HD  | SR69    | 370                             | SR920W       | SB-BN    |         | СЦ-0.03, СЦ-59  | 33                     |
| 9,5         | 1,65       | LD  | SR68    | 373                             | SR916SW      | SBAJ-DJ  | RW317   |                 | 26                     |
| 7,9         | 5,4        | LD  | SR48    | 309                             | SR754SW      |          | RW38    |                 | 70                     |
| 7,9         | 5,4        | HD  | SR48    | 393                             | SR754W       | SB-B3    |         |                 | 70                     |
| 7,9         | 3,6        | LD  | SR41    | 384                             | SR41SW       | SBA1-D1  | RW37    | СЦ-21, СЦ-0.038 | 42                     |
| 7,9         | 3,6        | HD  | SR41    | 392                             | SR41W        | SB-B1    | RW47    | СЦ-21, СЦ-0.038 | 42                     |
| 7,9         | 3,1        | LD  |         | 329                             | SR731SW      |          | RW300   |                 | 37                     |
| 7,9         | 2,6        | LD  | SR59    | 397                             | SR726SW      | SB-AL    | RW311   | СЦ-57           | 30                     |
| 7,9         | 2,6        | HD  | SR59    | 396                             | SR726W       | SB-BL    |         | СЦ-57           | 30                     |
| 7,9         | 2,1        | LD  | SR58    | 362                             | SR721SW      | SB-AK/DK | RW310   | СЦ-0.018        | 24                     |
| 7,9         | 2,1        | HD  | SR58    | 361                             | SR721W       | SB-BK/EK |         | СЦ-0.018        | 24                     |
| 7,9         | 1,65       | LD  |         | 315                             | SR716SW      | SB-AT    | RW316   |                 | 21                     |
| 7,9         | 1,45       | LD  |         | 341                             | SR714SW      |          |         |                 | 21                     |
| 7,9         | 1,3        | LD  |         | 346                             | SR712SW      | SB-DH    |         |                 |                        |
| 6,8         | 2,6        | LD  | SR66    | 377                             | SR626SW      | SB-AW    | RW329   |                 | 26                     |
| 6,8         | 2,6        | HD  | SR66    | 376                             | SR626W       |          |         |                 | 26                     |
| 6,8         | 2,15       | LD  | SR60    | 364                             | SR621SW      | SBAG-DG  | RW320   | СЦ-0.015, СЦ-60 | 20                     |
| 6,8         | 2,15       | HD  |         | 363                             |              |          |         | СЦ-0.015, СЦ-60 | 20                     |
| 6,8         | 1,65       | LD  | SR65    | 321                             | SR616SW      | SBAF/DF  | RW321   |                 | 16                     |
| 6,8         | 1,45       | LD  |         | 339                             | SR614SW      |          |         |                 |                        |
| 6,8         | 1,05       | LD  |         | 333                             |              |          |         |                 |                        |
| 5,8         | 2,7        | LD  | SR64    | 319                             | SR527SW      | SBAE/DE  | RW328   | СЦ-527          | 20                     |
| 5,8         | 2,15       | LD  | SR63    | 379                             | SR521SW      | SBAC-DC  | RW327   | СЦ-0.14, СЦ-521 | 14                     |
| 5,8         | 1,65       | LD  | SR62    | 317                             | SR516SW      | SB-AR    | RW326   |                 | 11,5                   |
| 5,8         | 1,25       | LD  |         | 335                             | SR512SW      | SB-AB    |         |                 |                        |
| 4,8         | 2,15       | LD  |         | 348                             | SR421SW      |          |         |                 | 12                     |
| 4,8         | 1,65       | LD  |         | 337                             | SR416SW      |          |         |                 | 7,5                    |

#### Марганцево-щелочные элементы
| Диаметр, мм | Высота, мм | МЭК-код | Renata | Varta | Seiko | GP  | Rayovac | Типичная ёмкость, мА⋅ч |
| ----------- | ---------- | ------- | ------ | ----- | ----- | --- | ------- | ---------------------- |
| 16          | 6,2        | LR9     |        | V625U |       |     |         |                        |
| 11,6        | 5,4        | LR44    | LR1154 | V13GA | AG13  | G13 | RW82    | 150                    |
| 11,6        | 4,2        | LR43    | LR1142 | V12GA | AG12  | G12 | RW84    | 80                     |
| 11,6        | 3,1        | LR54    | LR1130 | V10GA | AG10  | G10 | RW49    | 70                     |
| 11,6        | 2,1        | LR55    | LR1120 | V8GA  | AG8   | G8  | RW40    | 24                     |
| 9,5         | 2,6        | LR57    | LR926  | V7GA  | AG7   | G7  |         | 34                     |
| 7,9         | 5,4        | LR48    | LR754  |       | AG5   | G5  |         | 50                     |
| 7,9         | 3,6        | LR41    | LR736  |       | AG3   | G3  |         | 32                     |
| 7,9         | 2,15       | LR58    | LR721  | LR721 | AG11  | G11 |         | 21                     |
| 6,8         | 2,6        | LR66    | LR626  | V377  | AG4   | G4  |         | 18                     |
| 6,8         | 2,15       | LR60    | LR621  |       | AG1   | G1  |         | 13                     |
| 5,8         | 2,15       | LR63    | LR521  |       | AG0   | G0  |         | 10                     |

#### Воздушно-цинковые элементы
Основная область применения воздушно-цинковых миниатюрных элементов питания — слуховые аппараты. Воздушно-цинковые элементы имеют достаточно большую ёмкость и срок хранения в неактивном состоянии. После активации воздушно-цинковые элементы должны быть использованы в течение короткого времени, которого достаточно для работы слухового аппарата.

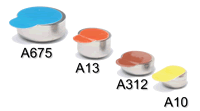
Воздушно-цинковые элементы с цветовым кодированием

| Диаметр, мм | Высота, мм | МЭК-код | Renata | Varta | Rayovac |
| ----------- | ---------- | ------- | ------ | ----- | ------- |
| 11,6        | 5,4        | PR44    | ZA675  | V675A | DA675   |
| 7,9         | 5,4        | PR48    | ZA13   | V13A  | DA13    |
| 7,9         | 3,6        | PR41    | ZA312  | V312A | DA312   |
| 5,9         | 3,6        | PR70    | ZA10   | V10   | DA230   |

### Прочие
Существует также элемент большой ёмкости типоразмера «№ 6». По коду МЭК он имеет обозначение R40, а по ANSI — 905, ёмкость его составляет 35—40 А⋅ч. Элемент представляет собой цилиндр диаметром 67 и длиной 170,7 мм. В первой половине XX века такие элементы использовалась в системах зажигания автомобилей и телефонных аппаратах.

## Элементы номинальным напряжением 3—3,7 В

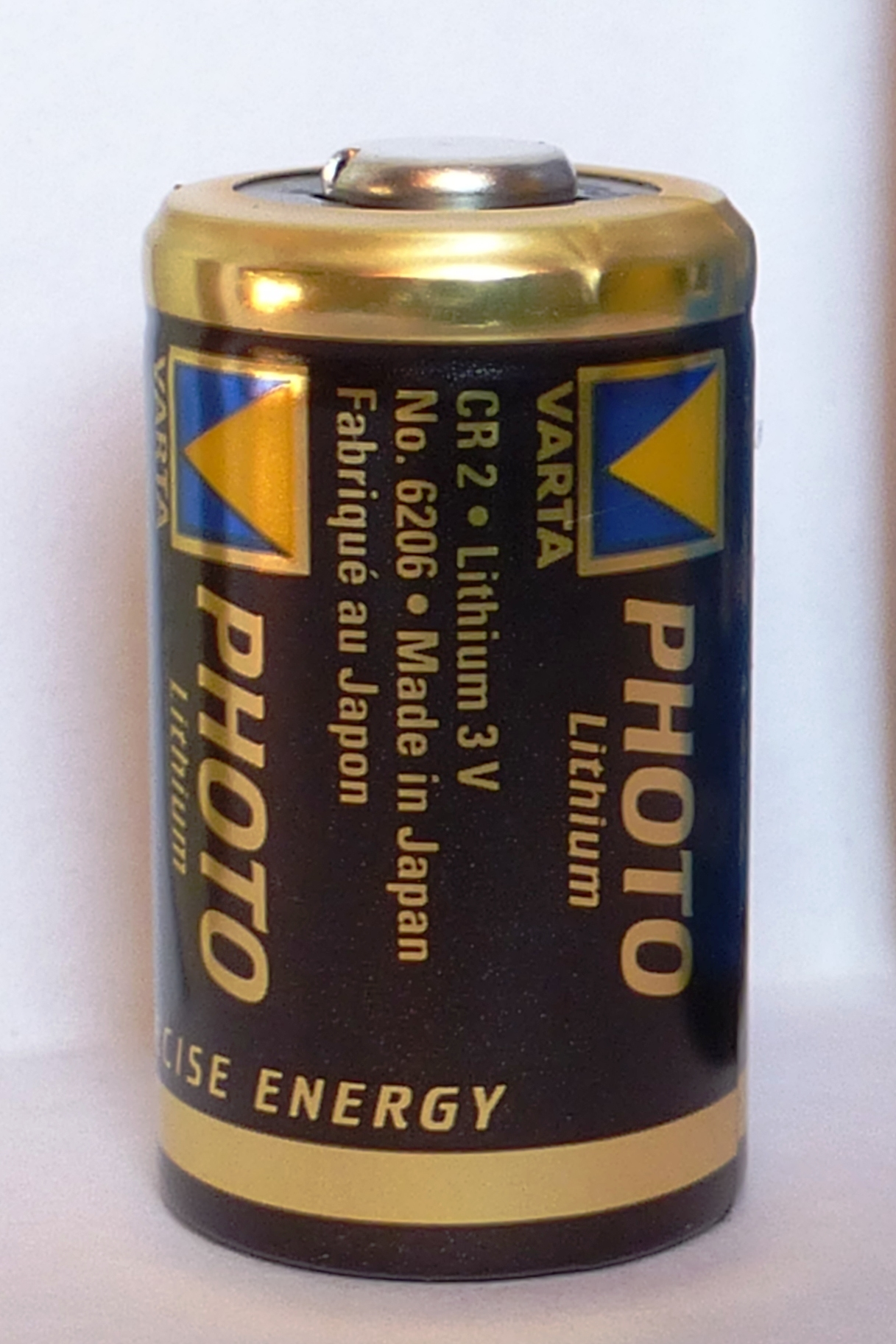
Элемент CR2 производства Varta, напряжением 3 В

### Цилиндрические элементы
В эту группу входят цилиндрические литий-ионные аккумуляторы, выдающие напряжение 3,7 В и литий-железо-фосфатные аккумуляторы LiFePO4, выдающие напряжение 3,2 В. По конструкции и размерам элементы такого типа похожи на гальванические элементы марганцево-цинковой системы.
Существует исключение в виде типоразмера CR2 (15270), у которых как литиевые элементы, так и литий-ионные аккумуляторы выдают напряжение 3,0 В, а также аккумуляторов CR123 (16340).
| Обозначения | Обозначения                  | Приблизительная ёмкость, мА⋅ч | Диаметр, мм | Длина, мм | Комментарий |
| Основное    | Другие                       | Приблизительная ёмкость, мА⋅ч | Диаметр, мм | Длина, мм | Комментарий |
| ----------- | ---------------------------- | ----------------------------- | ----------- | --------- | --- |
| 32700       |                              | 6500                          | 32          | 70        | |
| 32650       |                              | 6000                          | 32          | 65        | |
| 32600       |                              | 6000                          | 32          | 61        | По размеру похож на элемент D |
| 26980       |                              | 6000                          | 26          | 98        | |
| 26800       |                              | 5500-6800                     | 26          | 80        | Заменитель обещанных теслой 4680. Срок жизни 1000 циклов. Универсальный диапазон работы 4,2-3,0V.                                           |
| 26650       |                              | 4500                          | 26          | 65        | |
| 26350       |                              | 2000                          | 26          | 35        | |
| 25500       |                              | 2500—5000                     | 25          | 50        | По размеру похож на элемент C |
| 22650       |                              | 2500—4000                     | 22          | 65        | |
| 22500       |                              | 2000—3000                     | 22          | 50        | Обычно подходит для замены трёх ААА, вставленных в цилиндрический блок последовательно                                                      |
| 21700       |                              |                               | 21          | 70        | |
| 20700       |                              |                               | 20          | 70        | |
| 18650       | 168A                         | 2200—3600                     | 18          | 65        | Из этих элементов собраны аккумуляторные батареи ноутбуков, некоторых электромобилей (например Tesla Roadster)                              |
| 18500       |                              | 1400                          | 18          | 50        | |
| 18350       |                              | 900                           | 18          | 35        | |
| 17670       |                              | 1800                          | 17          | 67        | По длине — как два элемента R123. |
| 17500       |                              | 1100                          | 17          | 50        | По размеру похож на элемент A, в 1,5 раза длиннее R123.                                                                                     |
| 17330       |                              | 2100                          | 16,5        | 33,4      | 2/3 A |
| 16340       | Tenergy 30200, R123, RCR123A | 750—1200                      | 17          | 34,5      | Существуют неперезаряжаемые литиевые элементы CR123/CR123A и аккумуляторы CR123A с напряжением 3В и ёмкостью до 1500мАч                     |
| 15270       | CR2, CR17355, 5046LC         | 750—850                       | 15,1        | 26,7      | Существуют неперезаряжаемые литиевые элементы с напряжением 3,0В и ёмкостью до 750мАч и аккумуляторы с напряжением 3В и ёмкостью 280—850мАч |
| 14500       |                              | 700                           | 14          | 50        | По размеру похож на элемент AA |
| 14250       |                              | 250                           | 14          | 25        | По размеру похож на половину элемента AA.                                                                                                   |
| 10440       |                              | 250                           | 10          | 44        | По размеру похож на элемент AAA |
| 10280       |                              | 180                           | 10          | 28        | |
| 10180       |                              | 90                            | 10          | 18        | |

### Миниатюрные элементы («монетки» или «таблетки»)
| Обозначение | Обозначение | Типовая ёмкость, мА⋅ч | Ток разряда, мА | Ток разряда, мА | Ток разряда, мА | Диаметр, мм | Высота, мм | Комментарий |
| МЭК         | ANSI/NEDA   | Типовая ёмкость, мА⋅ч | номинальный     | максимальный    | импульсный      | Диаметр, мм | Высота, мм | Комментарий |
| ----------- | ----------- | --------------------- | --------------- | --------------- | --------------- | ----------- | ---------- | --- |
| CR927       |             | 30                    |                 |                 |                 | 9,5         | 2,7        | Этот тип элементов используется в различных светодиодных мигалках-украшениях. |
| CR1025      | 5033LC      | 30                    | 0,1             |                 |                 | 10          | 2,5        | |
| CR1216      | 5034LC      | 30                    | 0,1             |                 |                 | 12,5        | 1,6        | |
| CR1220      | 5012LC      | 40                    | 0,1             |                 |                 | 12,5        | 2,0        | Используется для питания BIOS на планшетах х86/64. |
| CR1225      | 5020LC      | 50                    | 0,2             | 1               | 5               | 12,5        | 2,5        | |
| CR1616      | 5021LC      | 50                    | 0,1             |                 |                 | 16          | 1,6        | |
| CR1620      | 5009LC      | 78                    | 0,1             |                 |                 | 16          | 2,0        | |
| CR1632      |             | 140                   | 0,1             |                 |                 | 16          | 3,2        | |
| CR2012      |             | 55                    | 0,1             |                 |                 | 20          | 1,2        | |
| CR2016      | 5000LC      | 90                    | 0,1             |                 |                 | 20          | 1,6        | По высоте 1/2 элемента CR2032, по диаметру равен CR2032. Часто используется пара таких элементов один поверх другого вместо одного CR2032 в устройствах, для которых 3 В недостаточно. Например, пульт управления, для которого производитель разрешает использовать либо CR2032, либо сдвоенные CR2016, будет работать дольше на одном CR2032, но будет иметь бо́льшую дальность на двух CR2016. |
| CR2025      | 5003LC      | 160                   | 0,2             |                 |                 | 20          | 2,5        | Используется в пультах дистанционного управления (видеокамер, автомагнитол и т. д.) и других устройствах (например, велокомпьютерах). В большинстве устройств может быть заменён на элемент CR2032, если это позволяет конструкция держателя элемента. |
| CR2032      | 5004LC      | 225                   | 0,2             | 3               | 15              | 20          | 3,2        | Используется в компьютерах для питания энергозависимой памяти CMOS и часов, в пультах дистанционного управления, а также в брелоках автосигнализаций, напольных и кухонных весах. |
| CR2320      |             | 175                   | 0,2             |                 |                 | 23          | 2,0        | |
| CR2325      |             | 210                   | 0,2             |                 |                 | 23          | 2,5        | |
| CR2330      |             | 265                   | 0,2             |                 |                 | 23          | 3,0        | |
| CR2354      |             | 560                   | 0,2             |                 |                 | 23          | 5,4        | |
| CR2430      | 5011LC      | 290                   | 0,2             |                 |                 | 24          | 3,0        | |
| CR2450      | 5029LC      | 610                   |                 | 30              |                 | 24,5        | 5,0        | Используется в малогабаритных устройствах, потребляющих относительно большой ток и требующих длительного хранения (до 10 лет) |
| CR2477      |             | 1000                  | 0,2             |                 |                 | 24          | 7,7        | |
| CR3032      |             | 560                   | 0,2             |                 |                 | 30          | 3,2        | |
| CR11108     |             | 160                   |                 |                 |                 | 11,6        | 10,8       | Другие названия 2L76, CR1/3N. По размерам приблизительно 1/3 от батарейки N |

### Другие литиевые элементы
Из прочих литиевых элементов питания стоит отметить элемент CR-V3. Он представляет собой литиевый элемент или литий-ионный аккумулятор (обозначается RCR-V3), входящий в батарейный отсек, рассчитанный на два элемента AA. Этот элемент широко используется в цифровых фотоаппаратах. Элемент имеет следующие характеристики:
- типовая ёмкость: 2000 мАч (для аккумулятора — 1300 мАч);
- номинальное напряжение — 3 В (для аккумулятора — 3,7 В);
- размеры: 52,20×28,05×14,15 мм (как два элемента типа AA).

Литиевые элементы в отличие от других типов элементов питания имеют повышенную опасность возгорания или даже взрыва из-за содержания лития. Однако некоторые производители выпускают безопасные литиевые элементы, содержащие встроенные элементы защиты, например, самовосстанавливающийся предохранитель.

## Батареи элементов
Ниже перечислены стандартные источники питания, представляющие собой батарею из нескольких соединённых последовательно элементов питания или аккумуляторов. Такая батарея может состоять как из нескольких стандартных элементов, заключённых в общий корпус, так и из элементов особых типов.
| Обозначение                                                 | Обозначение                                                                           | Обозначение | Типовая ёмкость, мА⋅ч                                                                                       | Номинальное напряжение, В                       | Форма                                     | Контакты                                             | Размеры, мм                             | Примечание |
| МЭК                                                         | ANSI/NEDA                                                                             | Другие | Типовая ёмкость, мА⋅ч                                                                                       | Номинальное напряжение, В                       | Форма                                     | Контакты                                             | Размеры, мм                             | Примечание |
| ----------------------------------------------------------- | ------------------------------------------------------------------------------------- | --- | --- | ----------------------------------------------- | ----------------------------------------- | ---------------------------------------------------- | --------------------------------------- | --- |
| 3R12 (угольно-цинковая) 3LR12 (Щелочная)                    | MN1203 (угольно-цинковая)                                                             | Pocketable Battery; 1203; BD 4,5; КБС (КБС-Л-0,5, КБС-Х-0,7); 3,7-ФМЦ-0,50, 4Д-ФМЦ-0,7; 3336Л, 3336Х; «Рубин», «Планета» и др. | 6100 (щелочная) 1200 (угольно-цинковая)                                                                     | 4,5                                             | Плоская квадратная с закруглёнными боками | + короткий вывод − длинный вывод                     | 65×61×21                                | Внутри — 3 элемента типа B |
| 6LR61 (Щелочная) 6F22 (угольно-цинковая) 6KR61 (NiCd)       | 1604A (щелочная) 1604D (угольно-цинковая) 1604LC (литиевая) 7.2H5 (NiMH) 11604 (NiCd) | PP3 9 вольт «Крона» (угольно-марганцевая) «Крона ВЦ» (воздушно-цинковая) «Корунд» (щелочная) MN1604                            | 565 (щелочная) 400 (угольно-цинковая) 1200 (литиевая) 175 (NiMH) 120 (NiCd) 500 (Литий полимер, перезаряж.) | 9 7,2 (NiMH и NiCd) 8,4 (некоторые NiMH и NiCd) | Параллелепипед                            | + штекер − гнездо                                    | 48,5×26,5×17,5 (6F22S — 48,5×26,5×15,5) | Щелочные батареи обычно состоят из шести элементов AAAA, а солевые — чаще всего из нестандартных галетных элементов. |
| 8LR932 (Щелочная)                                           | 1811A (Щелочная)                                                                      | A23 3LR50 MN21 K23A LRV08 (LRV8)                                                                                               | 40 (Щелочная)                                                                                               | 12                                              | Цилиндр (или блок таблеток)               | + конец с выступом − плоский конец                   | ⌀ 10×29                                 | Используется в миниатюрных радиочастотных устройствах, таких как брелок автосигнализации, бесконтактный ключ и т. д. Состоит из восьми элементов LR932                                                                                 |
| 8LR732 (Щелочная)                                           |                                                                                       | A27 (27A), GP27A, MN27, L828, V27A, A27BP, G27A                                                                                | 20 (щелочная)                                                                                               | 12                                              | Цилиндр (или блок таблеток)               | + конец с выступом − плоский конец                   | ⌀ 8,0×28,2                              | Используется в миниатюрных радиочастотных устройствах, таких как брелок автосигнализации, бесконтактный ключ и т. д. Состоит из восьми элементов LR632                                                                                 |
| 2R10                                                        |                                                                                       | Duplex | | 3                                               | Цилиндр                                   | + конец с выступом − плоский конец                   | ⌀ 21,8×74,6                             | Внутри содержат два элемента R10, отсюда и название «Duplex» |
| 2CR5                                                        | 5032LC                                                                                | EL2CR5, DL245, RL2CR5 | 1500 | 6                                               | Два цилиндра                              | Оба контакта на одном конце                          | 34×45×17                                | Состоит из двух литиевых или литий-ионных элементов |
| 4LR61 (Щелочная)                                            | 1412A (Щелочная)                                                                      | 7K67, J | 625 (Щелочная)                                                                                              | 6                                               | Параллелепипед с обрезанным углом         | Плоские контакты − верхняя сторона + обрезанный угол | 48,5×35,6×9,18                          | Обычно используются в устройствах, которые должны быть плоскими или чтобы было невозможным подключить батарею, перепутав полярность, например в глюкометрах или измерителях давления. Удобны пожилым людям благодаря большому размеру. |
| 4R25Y (Щелочная) 4R25 (угольно-цинковая)                    | 908A (Щелочная) 908D (угольно-цинковая)                                               | Lantern 6 Volt Spring Top MN908                                                                                                | 26000 (Щелочная) 10500 (угольно-цинковая)                                                                   | 6                                               | Параллелепипед                            | Пружины + с краю − в центре                          | 115×68,2×68.2                           | Пружины обычно делают так, чтобы можно было присоединить к ним контакты, предназначенные для батарей с гайками. |
| 4R25Y (Щелочная) 4R25 (угольно-цинковая)                    | 915A (Щелочная) 908 (угольно-цинковая)                                                | Lantern 6 Volt Screw Top | 26000 (Щелочная) 10500 (угольно-цинковая)                                                                   | 6                                               | Параллелепипед                            | Резьбовые контакты + с краю − в центре               | 115×68,2×68,2                           | Используются, когда требуется более надёжное соединение. |
| 4LR25-24 (Щелочная) 4R25-2 (carbon-zinc) 8R25 (carbon-zinc) | 918A (Щелочная) 918D (carbon-zinc)                                                    | 918 R25-2 Big Lantern Double Lantern MN918                                                                                     | 52000 (Щелочная) 22000 (carbon-zinc)                                                                        | 6                                               | Параллелепипед                            | Резьбовые контакты на верхней крышке                 | 127×136,5×73                            | По размеру — как две батареи предыдущего типа |
| 6F100                                                       | 1603                                                                                  | Panasonic PP9, Eveready 276, Exell Battery 276 и др.                                                                           | 5000 (щелочная)                                                                                             | 9                                               | Параллелепипед                            | Круглые контакты на торцевых крышках                 | 51×64,5×80                              | Применялась в транзисторных приемниках |
| 15F20                                                       | 215                                                                                   | 412, B122, BA 261/U, BLR-122, M122, PX72, U15, UG015, V72PX, VS084 и др.                                                       | 140 | 22,5                                            | Параллелепипед                            | Круглые контакты на торцевых крышках                 | 26,2×16×51                              | Применялась в измерительных приборах, маломощных фотовспышках и ранних транзисторных приемниках (Regency TR-1) |
| 4LR44 (Щелочная)                                            | 476A                                                                                  | 28A, A544. PX28. L1325. 4G13                                                                                                   | 150 | 6                                               | Цилиндр (или блок таблеток)               | + конец с выступом − плоский конец                   | ⌀ 13×25,2                               | Миниатюрные радиопередающие устройства, брелок автосигнализации, ошейники тренировочные и "антилай", миниатюрный фонарик |